# Rajčilovci
Rajčilovci (en serbe cyrillique : Рајчиловци ; en bulgare : Райчиловци) est une localité de Serbie située dans la municipalité de Bosilegrad, district de Pčinja. Au recensement de 2011, elle comptait 1 813 habitants.
Rajčilovci, officiellement classé parmi les villages de Serbie, se trouve à 1,4 km de Bosilegrad. Ce village est situé sur les bords de la Dragovištica, un affluent droit de la Strouma.

## Démographie

### Évolution historique de la population
| 1948 | 1953 | 1961 | 1971 | 1981  | 1991  | 2002  | 2011  |
| ---- | ---- | ---- | ---- | ----- | ----- | ----- | ----- |
| 435  | 438  | 423  | 675  | 1 163 | 1 652 | 1 817 | 1 813 |

|  |